# Drosophila trapezifrons
Drosophila trapezifrons este o specie de muște din genul Drosophila, familia Drosophilidae, descrisă de Toyohi Okada în anul 1966. Conform Catalogue of Life specia Drosophila trapezifrons nu are subspecii cunoscute.